# Niccolò Biffi
Niccolò Biffi (Bergamo, 28 dicembre 1625 – Bergamo, XVII secolo) è stato un letterato italiano.

## Biografia
Figlio di Cristoforo Biffi, divenne lettore di filosofia e in seguito Padre Spirituale degli oratori di Santa Maria e dell'Annunciata. Fu membro dell'Accademia degli Eccitati con il titolo di "Incitato".

## Opere
- Prodigium amoris
- Ignatius vestes mutans
- Genethliacum Praecursoris
- I protei d'Amore Operetta scenica pastorale
- Il Bimarano
- L'Helicona
- Tradusse dal latino Il leone filosofo di P. Gettini
- Panegirici varii, sacri e profani
- Discorsi predicabili
- Il Paradiso Terrestre figurato nell'Eucharistia con dodici discorsi
- Tradusse e commentò il De raptu Proserpinae di Claudio Claudiano